# Kościół św. Tomasza w Będzinie
Kościół cmentarny pw. św. Tomasza w Będzinie – pochodzący z 1834 r. murowany kościół katolicki z barokowym ołtarzem oraz gotyckimi rzeźbami. W otoczeniu znajduje się cmentarz rzymskokatolicki z najstarszymi, bogato zdobionymi, secesyjnymi rzeźbami oraz nagrobkami. Wcześniej, od II poł. XVI w., istniał kościół drewniany. Został on zbudowany przez mieszkańców miasta wyznania rzymskokatolickiego po zajęciu kościoła pw. Świętej Trójcy przez braci polskich.